# Olor

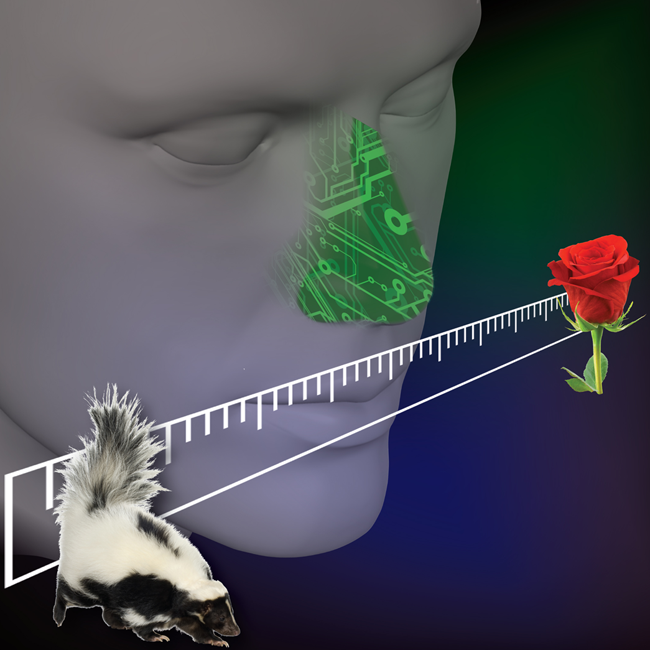
Percepción de sensaciones por el sistema olfativo

El olor es la sensación resultante de la recepción de un estímulo por el sistema sensorial olfativo, y se genera por una mezcla compleja de gases, vapores y polvo, donde la composición de la mezcla influye en el tipo de olor percibido por el receptor.[cita requerida] En contraste, lo que no percibe el olfato se denomina inodoro. Términos sinónimos, como fragancia o aroma describen olores agradables; mientras que los olores repulsivos o desagradables se describen como peste, pestilencia, hedor o hediondez. En el mundo empresarial, los olores contribuyen a detectar peligros, pueden servir para definir un producto, crear una identidad distintiva y mejorar la experiencia tanto de clientes como de empleados. Además, la gestión de los buenos y los malos olores puede suponer un gran reto en la gestión de costes de la empresa.

## Contaminación ambiental
Existen numerosas actividades industriales (industrias químicas, vertederos, depuradoras de aguas residuales, industrias alimentarias, ganaderas, etc.) que emiten una serie de sustancias olorosas que generan molestias en el entorno, llegando a afectar a la calidad de vida de las personas y animales del medio, por lo que pueden ser considerados como una forma de contaminación ambiental. 
Debido al componente subjetivo de los olores, a la dificultad de discernir entre los olores “agradables” y los “desagradables”, es difícil determinar cuándo se traspasa el umbral de lo tolerable y en qué punto se sitúa lo jurídicamente permisible a la hora de establecer unos máximos de tolerancia, en ese sentido, la olfatometría se presenta como una herramienta muy eficaz para el estudio y control de olores. Aunque todavía no se ha desarrollado ninguna legislación nacional que regule el problema de los malos olores, la entrada en vigor Norma UNE-EN 13725 "Calidad del aire". "Determinación de la concentración de olor por olfatometría dinámica", en febrero de 2004, permite abordar de forma objetiva el problema de la contaminación ambiental por olores fétidos, que son los que se encargan de transmitir por medio de la fosa nasal malos gustos.

## Caracterización de olores
Una mezcla compleja de gases es muy difícil de caracterizar mediante técnicas analíticas. Efectos en la mezcla de compuestos químicos como sinergias, antagonismos, etc., hace que la reproducción de un olor a partir de una mezcla compleja de gases sea una labor muy complicada. Además es necesario el uso de múltiples técnicas analíticas y distintos soportes de toma de muestra para llegar a detectar todos los compuestos químicos que forman un gas. Herramientas como el índice de olor ayudan a caracterizar un olor de una manera más o menos aproximada.[cita requerida]
Otra forma de caracterizar los olores usada muy comúnmente es la asociación de descriptores. Esta metodología puede ser útil para caracterizar olores muy diferentes. Por ejemplo olor "floral" o "a medicina" o "a tierra mojada". Diferenciar estos olores es relativamente fácil para una gran parte de la población y pueden servir para caracterizar a ciertos olores, aunque no es una herramienta válida cuando el carácter de los olores es muy próximo entre ellos. En realidad las substancias que dan olor suelen ser ésteres (caso de los olores agradables), mientras que los desagradables provienen de aminas (derivados del amoníaco) o compuestos sulfurosos.
La incorrectamente denominada nariz electrónica es en realidad un instrumento de medida que consta de un grupo de sensores y un software de interpretación de señales. Las narices electrónicas no huelen, de ahí que sea incorrecto denominarlas "narices". Estos instrumentos identifican "señales" que después un operario o software identifica con "olores". Es necesario por tanto una validación de las señales mediante la olfatometría clásica. 
Dado que, como se ha comentado anteriormente, ni mediante técnicas analíticas complejas es posible la caracterización completa de un gas, mucho menos será posible la determinación de un olor mediante sensores semiconductores de óxidos de metal (SOM),de células electroquímicas (CE), de microbalance de cuarzo (MBC), de superficie de onda acústica (SOA), de polímeros conductores (PC) o de fibra óptica (FO). 
No obstante, las narices electrónicas podrían demostrar una cierta utilidad en determinados procesos industriales para la monitorización de gases. Existe numerosa bibliografía al respecto, la mayoría de ésta realizada por los fabricantes de estos dispositivos electrónicos, en la que se indica que existe una fuerte correlación entre la señal de estos instrumentos y la identificación de aparición de quejas/reclamos en la población. No se han publicado estudios que demuestren si la correlación entre quejas/reclamos y la detección de la señal es estadísticamente significante. A la fecha actual, no se han publicado tampoco resultados sobre ensayos que permitan identificar la precisión y exactitud de dichos instrumentos.